# Línea N701 (Interurbanos Madrid)
La línea N701 de la red de autobuses interurbanos de Madrid une el intercambiador de Plaza de Castilla con Tres Cantos en un recorrido circular.

## Características
Esta línea une a los habitantes de Tres Cantos con el norte de Madrid y viceversa por las noches cuando dejan de prestar servicio las líneas diurnas. Su recorrido abarca tramos cubiertos por las líneas 712, 713, 716, 717, 723, L2, L4 y L5, además de cubrir algunas vías por donde no circula ninguna ruta.
Al igual que en el resto de líneas interurbanas nocturnas, la línea N701 tiene su salida y llegada en el intercambiador de Plaza de Castilla en superficie, puesto que la zona subterránea no presta servicio de autobuses durante la noche.
Al igual que en la gran mayoría de líneas interurbanas nocturnas, en los carteles electrónicos se omite la N de la numeración, quedando los carteles con tan sólo el número 701.
Se espera en el futuro que la línea cuente con expediciones cada 30 minutos las noches de viernes, sábados laborables y vísperas de festivo. Esto coincidirá con la ampliación de horarios de la línea 717 también cada 30 minutos, aunque todavía no se ha concretado fecha para la entrada en vigor de ninguno de los dos cambios.
Siguiendo la numeración de líneas del CRTM, las líneas que circulan por el corredor 7 son aquellas que dan servicio a los municipios situados en torno a la M-607 y comienzan con un 7.
La línea mantiene los mismos horarios todo el año (exceptuando las vísperas de festivo y festivos de Navidad).
Está operada por la empresa ALSA mediante la concesión administrativa VCM-701 - Madrid - Tres Cantos (Viajeros Comunidad de Madrid) del Consorcio Regional de Transportes de Madrid.
1. ↑  «Las líneas de autobuses 717 y N-701 ampliarán sus frecuencias para ofrecer un mejor servicio a los tricantinos». 360y5.es. 18 de marzo de 2024. Consultado el 11 de abril de 2024.

### Sublíneas
Aquí se recogen todas las distintas sublíneas que ha tenido la línea N701, incluyendo aquellas dadas de baja. La denominación de sublíneas que utiliza el CRTM es la siguiente:
- Número de línea (N701)
- Sentido de circulación (1 ida, 2 vuelta)
- Número de sublínea

Por ejemplo, la sublínea N701102 corresponde a la línea N701, sentido 1 (ida) y el número 02 de numeración de sublíneas creadas hasta la fecha.
Las sublíneas marcadas en negrita corresponden a sublíneas que actualmente se encuentran dadas de baja.
| Ida     | Ruta | Itinerario                          | Vuelta  | Ruta | Itinerario                          |
| N701101 | -    | Madrid - Tres Cantos - Madrid       | N701201 | -    | Tres Cantos - Madrid                |
| N701102 | a    | Madrid - Tres Cantos (Av. Viñuelas) | N701202 | a    | Tres Cantos circular (Av. Viñuelas) |

## Horarios
| Noches de domingo a jueves y festivos | Noches de viernes, sábados y vísperas de festivo |
| Madrid > Tres Cantos > Madrid         | Madrid > Tres Cantos > Madrid                    |
| 00:30                                 | 00:00                                            |
| 02:00                                 | 00:30                                            |
| 03:30                                 | 01:30                                            |
| 05:00                                 | 02:00                                            |
|                                       | 03:00                                            |
| 03:30                                 |                                                  |
| 04:30                                 |                                                  |
| 06:00                                 |                                                  |

1. 1 2 3  Finaliza en la Avenida de Viñuelas Nº27, no vuelve a Madrid

Paso por la Avenida de Viñuelas (Tres Cantos) aproximadamente 25 minutos después de su salida de Madrid. Duración del recorrido circular completo aproximadamente 1 hora y 30 minutos.

## Recorrido y paradas
| Código | Zona | Localidad   | Denominación                                           | Ubicación                      | Líneas de la parada                                                   | Metro / Cercanías |
| --- | ---- | ----------- | ------------------------------------------------------ | ------------------------------ | --------------------------------------------------------------------- | ----------------- |
| 18074K |      | Madrid      | Intercambiador de Plaza de Castilla - Dársena 52       | Paseo de la Castellana Nº195   | 135 716 N701                                                          | Plaza de Castilla |
| 3252 |      | Madrid      | Paseo de la Castellana Nº292 - Hospital La Paz         | Paseo de la Castellana Nº292   | 173 174 175 176 178 712 713 716 717 721 722 724 725 726 876 N701 N702 | Begoña            |
| 3670 |      | Madrid      | Carretera de Colmenar - Hospital Ramón y Cajal         | M-607 km. 8,4                  | 175 178 712 713 714 716 717 721 722 724 725 726 876 N701 N702         | Ramón y Cajal     |
| 3918 |      | Madrid      | Carretera de Colmenar - Colegio                        | M-607 km. 8,9                  | 175 178 712 713 716 717 N701                                          |                   |
| 06563 |      | Madrid      | Carretera de Colmenar Viejo - Academia de Artillería   | M-607 km. 11,7                 | 712 713 716 717 721 722 724 725 726 N701 N702                         |                   |
| 06565 |      | Madrid      | Carretera M-607 - Residencia de Ancianos               | M-607 km. 13                   | 712 713 714 716 717 721 722 724 725 726 N701 N702                     |                   |
| 06566 |      | Madrid      | Carretera M-607 - Ciudad Escolar                       | M-607 km. 13,4                 | 712 713 716 717 721 722 724 725 726 N701 N702                         |                   |
| 06567 |      | Madrid      | Carretera M-607 - Hospital Psiquiátrico                | M-607 km. 13,8                 | 712 713 716 717 721 722 724 725 726 N701 N702                         |                   |
| 06568 |      | Madrid      | Carretera M-607 - Hospital Cantoblanco                 | M-607 km. 14,5                 | 712 713 716 717 721 722 724 725 726 N701 N702                         |                   |
| 06569 |      | Madrid      | Carretera M-607 - Universidad Autónoma                 | M-607 km. 14,9                 | 712 713 716 717 721 722 724 725 726 876 N701 N702                     | Cantoblanco       |
| 06570 |      | Madrid      | Carretera M-607 - Cruce Carretera de Alcobendas        | M-607 km. 16                   | 712 713 716 717 721 722 724 725 726 N701 N702                         |                   |
| 06571 |      | Madrid      | Carretera M-607 - El Goloso                            | M-607 km. 16,8                 | 712 713 716 717 721 722 724 725 726 827 N701 N702                     | El Goloso         |
| 06572 |      | Madrid      | Carretera M-607 - Las Jarrillas                        | M-607 km. 18,7                 | 712 713 716 717 721 722 724 725 726 827 N701 N702                     |                   |
| 06573 |      | Madrid      | Carretera M-607 - Cementerio La Paz                    | M-607 km. 19,4                 | 712 713 716 717 721 722 724 725 726 827 N701 N702                     |                   |
| 09097 |      | Tres Cantos | Avenida del Parque - Plaza Puerta de Madrid            | Avenida del Parque Nº2         | 712 713 716 827 N701                                                  |                   |
| 11538 |      | Tres Cantos | Calle del Tarragal - Escuela Infantil                  | Calle del Tarragal Nº4         | 716 N701                                                              |                   |
| 11536 |      | Tres Cantos | Calle del Tarragal - Calle del Océano Adriático        | Calle del Tarragal Nº48        | 716 N701                                                              |                   |
| A partir de aquí comienza el servicio de vuelta, y se cambian los carteles electrónicos hacia Madrid. La hora de paso por esta parada es aproximadamente 25 minutos después de salir de Madrid |      |             |                                                        |                                |                                                                       |                   |
| 08393 |      | Tres Cantos | Avenida de Viñuelas - Glorieta del Olivo               | Avenida de Viñuelas Nº27       | 723 N701 2 5                                                          |                   |
| 11103 |      | Tres Cantos | Avenida de Viñuelas Nº17                               | Avenida de Viñuelas Nº17       | 713 723 N701 2 5                                                      |                   |
| 11104 |      | Tres Cantos | Avenida de Viñuelas - Plaza de la Encina               | Avenida de Viñuelas Nº1        | 712 723 N701 2 5                                                      |                   |
| 09644 |      | Tres Cantos | Avenida de los Encuartes - Avenida de los Labradores   | Avenida de los Encuartes Nº46  | 712 723 N701 2 5                                                      |                   |
| 12509 |      | Tres Cantos | Avenida de los Encuartes - Calle del Comercio          | Avenida de los Encuartes Nº9   | 712 N701 2 4 5                                                        |                   |
| 09682 |      | Tres Cantos | Avenida de los Encuartes - Calle de la Hierbabuena     | Avenida de los Encuartes Nº15  | 712 N701 2 4 5                                                        |                   |
| 09643 |      | Tres Cantos | Avenida de los Encuartes - Calle de los Panaderos      | Avenida de los Encuartes Nº25  | 712 N701 2 4 5                                                        |                   |
| 06661 |      | Tres Cantos | Avenida de Colmenar Viejo - Ayuntamiento               | Avenida de Colmenar Viejo S/Nº | 712 N701 2 4 5                                                        |                   |
| 08397 |      | Tres Cantos | Avenida de Colmenar Viejo - Sector Literatos           | Avenida de Colmenar Viejo S/Nº | 712 713 723 N701 2 4 5                                                |                   |
| 06644 |      | Tres Cantos | Avenida de Colmenar Viejo - Centro Comercial           | Avenida de Colmenar Viejo Nº1  | 712 723 N701 2                                                        |                   |
| 06642 |      | Tres Cantos | Avenida de Colmenar Viejo - Guardia Civil              | Sector Foresta Nº3             | 712 723 N701 2                                                        |                   |
| 11635 |      | Tres Cantos | Avenida de los Artesanos - Guardia Civil               | Avenida de los Artesanos Nº62  | 712 723 N701 1 3                                                      |                   |
| 06640 |      | Tres Cantos | Avenida de los Artesanos - Residencia de Ancianos      | Avenida de los Artesanos S/Nº  | 712 N701                                                              |                   |
| 15658 |      | Tres Cantos | Avenida de los Montes - Glorieta Fuente de la Zarza    | Avenida de los Montes S/Nº     | 713 N701                                                              |                   |
| 19906 |      | Tres Cantos | Avenida de los Actores - Avenida de los Montes         | Avenida de los Actores Nº22    | 717 N701 4 5                                                          |                   |
| 19909 |      | Tres Cantos | Avenida de Madrid - Avenida de Castilla y León         | Avenida de Madrid Nº1          | 717 N701 4 5                                                          |                   |
| 19910 |      | Tres Cantos | Avenida de Madrid - Avenida de la Comunidad Valenciana | Avenida de Madrid Nº1          | 717 N701 4 5                                                          |                   |
| 19904 |      | Tres Cantos | Avenida de España - Avenida de Madrid                  | Avenida de España Nº1          | 712 N701 4 5                                                          |                   |
| 18997 |      | Tres Cantos | Avenida de España - Avenida de la Comunidad Valenciana | Avenida de España Nº1          | 712 N701 4 5                                                          |                   |
| 19344 |      | Tres Cantos | Calle de Eslovaquia - Plaza de los Barrancos           | Calle de Eslovaquia Nº131      | N701 4 5                                                              |                   |
| 18995 |      | Tres Cantos | Calle de Dinamarca - Avenida de Juan Pablo II          | Calle de Dinamarca Nº1         | N701 4 5                                                              |                   |
| 18994 |      | Tres Cantos | Avenida de los Montes - Plaza de España                | Avenida de los Montes Nº1      | 713 717 N701                                                          |                   |
| 20315 |      | Tres Cantos | Avenida de los Montes - Avenida del 21 de marzo        | Avenida de los Montes S/Nº     | 713 N701                                                              |                   |
| 06639 |      | Tres Cantos | Avenida de la Industria - Calle del Pico de San Pedro  | Avenida de la Industria Nº53   | N701                                                                  |                   |
| 06637 |      | Tres Cantos | Avenida de la Industria - Calle del Yunque             | Avenida de la Industria Nº37   | 716 723 N701 2                                                        |                   |
| 11114 |      | Tres Cantos | Calle del Temple - Plaza de la Escuadra                | Calle del Temple Nº4           | N701                                                                  |                   |
| 11115 |      | Tres Cantos | Ronda de Valdecarrizo - Calle de Batanes               | Ronda de Valdecarrizo Nº21     | 716 N701                                                              |                   |
| 06575 |      | Tres Cantos | Calle del Caballo - Calle de la Alameda Baja           | Calle de la Alameda Baja Nº2   | 716 N701 3                                                            |                   |
| 08394 |      | Tres Cantos | Avenida de la Industria - Plaza de la Escuadra         | Avenida de la Industria Nº34   | 716 723 N701 2                                                        |                   |
| 06657 |      | Tres Cantos | Avenida de la Industria - Calle de Batanes             | Avenida de la Industria Nº24   | 716 723 N701 2                                                        |                   |
| 06655 |      | Tres Cantos | Avenida de la Industria - Calle de la Imprenta         | Avenida de la Industria Nº25   | 716 723 N701 2                                                        |                   |
| 06653 |      | Tres Cantos | Calle de la Majada - Avenida de la Industria           | Calle de la Majada Nº3         | 716 723 N701 2                                                        |                   |
| 06651 |      | Tres Cantos | Calle del Vado - Colegio                               | Calle del Vado Nº66            | 716 723 N701                                                          |                   |
| 06649 |      | Tres Cantos | Calle del Vado - Calle de Marte                        | Calle del Vado Nº40            | 716 N701                                                              |                   |
| Los servicios que no vuelven a Madrid finalizan en esta parada. Los servicios que continúan a Madrid no realizan esta parada                                                                   |      |             |                                                        |                                |                                                                       |                   |
| 08393 |      | Tres Cantos | Avenida de Viñuelas - Glorieta del Olivo               | Avenida de Viñuelas Nº27       | 723 N701 2 5                                                          |                   |
| Paradas del itinerario normal |      |             |                                                        |                                |                                                                       |                   |
| 11537 |      | Tres Cantos | Calle del Tarragal - Calle del Océano Atlántico        | Calle del Tarragal Nº48        | 716 N701                                                              |                   |
| 11539 |      | Tres Cantos | Calle del Tarragal - Escuela Infantil                  | Calle del Tarragal Nº4         | 716 N701                                                              |                   |
| 09096 |      | Tres Cantos | Plaza Puerta de Madrid - Residencial Aislada           | Avenida del Parque Nº2         | 712 713 716 827 N701                                                  |                   |
| 12875 |      | Madrid      | Carretera M-607 - Cementerio La Paz                    | M-607 km. 19,3                 | 712 713 716 717 721 722 724 725 726 827 876N701 N702                  |                   |
| 09679 |      | Madrid      | Carretera M-607 - Estación de El Goloso                | M-607 km. 17,2                 | 712 713 716 717 721 722 724 725 726 827 N701 N702                     | El Goloso         |
| 06664 |      | Madrid      | Carretera M-607 - El Goloso                            | M-607 km. 16,9                 | 712 713 716 717 721 722 724 725 726 827 N701 N702                     | El Goloso         |
| 06665 |      | Madrid      | Carretera M-607 - Cruce Carretera de Alcobendas        | M-607 km. 16                   | 712 713 716 717 721 722 724 725 726 N701 N702                         |                   |
| 06666 |      | Madrid      | Carretera M-607 - Universidad Autónoma                 | M-607 km. 14,9                 | 712 713 716 717 721 722 724 725 726 876N701 N702                      | Cantoblanco       |
| 06667 |      | Madrid      | Carretera M-607 - Valdelatas                           | M-607 km. 14,3                 | 712 713 716 717 N701                                                  |                   |
| 06669 |      | Madrid      | Carretera M-607 - Ciudad Escolar                       | M-607 km. 13,4                 | 712 713 714 716 717 721722 724 725 726 N701 N702                      |                   |
| 06672 |      | Madrid      | Carretera de Colmenar - Academia de Artillería         | M-607 km. 11,7                 | 712 713 716 717 721722724725726N701 N702                              |                   |
| 06673 |      | Madrid      | Carretera de Colmenar - Gasolinera Santa Ana           | M-607 km. 9,7                  | 712 713 714 716 717 721722724725726876N701 N702                       |                   |
| 955 |      | Madrid      | Carretera de Colmenar - Hospital Ramón y Cajal         | M-607 km. 8,3                  | 175 178 712 713 714 716 717 721722724725726876N701 N702               | Ramón y Cajal     |
| 10548 |      | Madrid      | Paseo de la Castellana - Hospital La Paz               | Paseo de la Castellana Nº300   | 712 713 714 716 717 721722724725726815 876N701 N702                   | Begoña            |
| 18074 |      | Madrid      | Intercambiador de Plaza de Castilla                    | Paseo de la Castellana Nº195   | Descenso antes de la dársena 42                                       | Plaza de Castilla |

1. 1 2  A efectos de nomenclatura, para las líneas de la EMT esta parada se llama Hospital Ramón y Cajal
2. ↑  A efectos de nomenclatura, para las líneas de la EMT esta parada se llama Carretera de Colmenar - Calle de Badalona
3. 1 2 3 4 5 6 7 8 9 10 11 12 13 14 15 16 17 18 19 20 21 22 23 24 25 26  Sólo permite el descenso de viajeros